# 코닝 (기업)
코닝 주식회사(영어: Corning Incorporated)는 미국 뉴욕주에 본사를 둔 유리 제조 회사이다. 1851년 에이머리 호튼(Amory Houghton)에 의해 설립되었으며, 현재는 파이렉스나 고릴라 글래스 등의 강화 유리, 광섬유 등이 주력 제품이다.

## 대표물품
- 첨단 디스플레이용 정밀유리
- 스마트 폰 및 태블릿 용 손상에 강한 커버글라스(Gorning Gorilla Glass)
- 고속 통신네트워크용 광섬유, 무선통신 기술, 연결 솔루션
- 신약 개발 및 생산을 가속화하는 신뢰성 있는 제품
- 자동차용 매연 저감제품

## 같이 보기
- KCC
- 고릴라 글래스